# Salomon Kauffmann

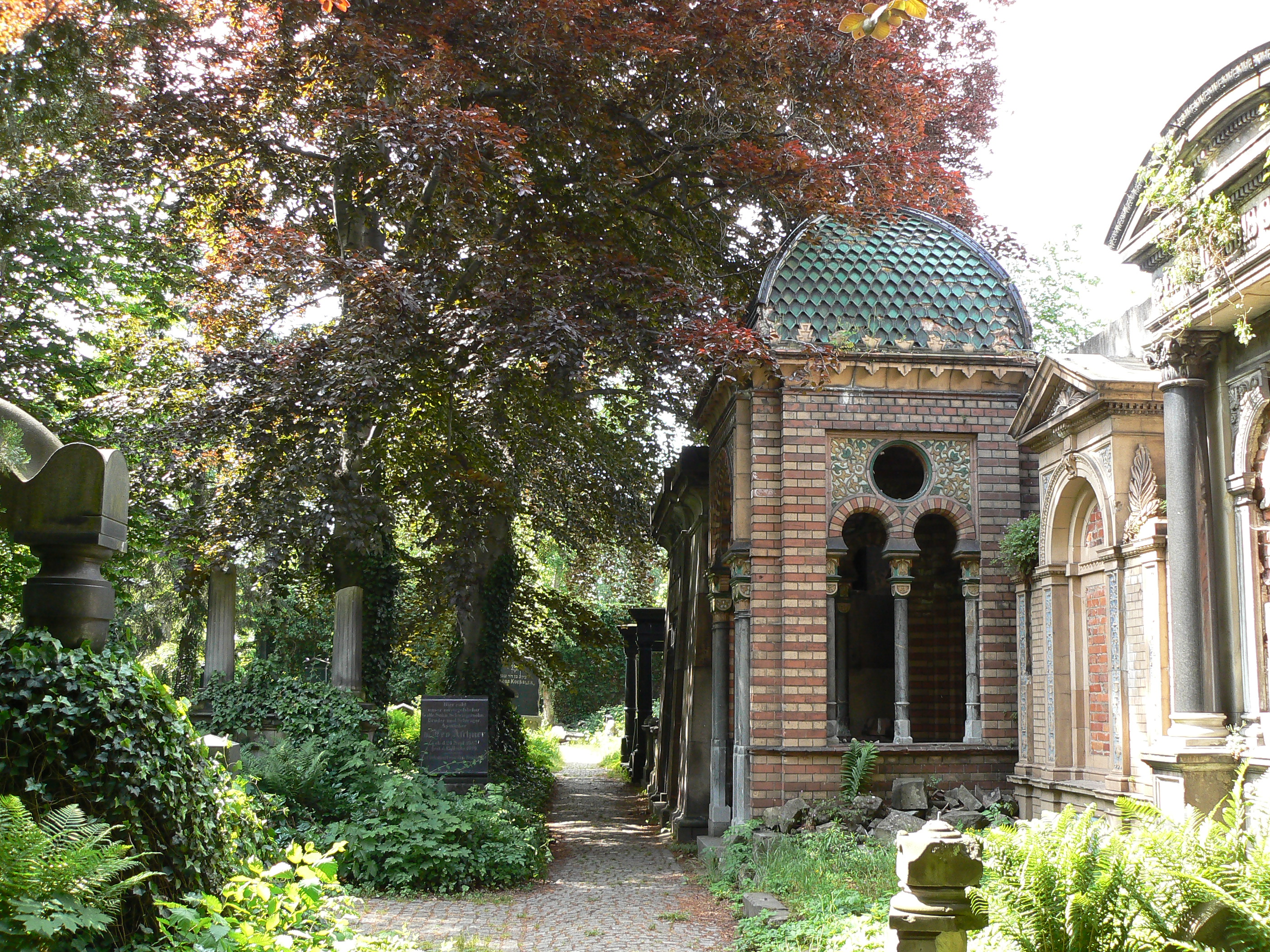
Grobowiec Rodziny Kauffmannów we Wrocławiu

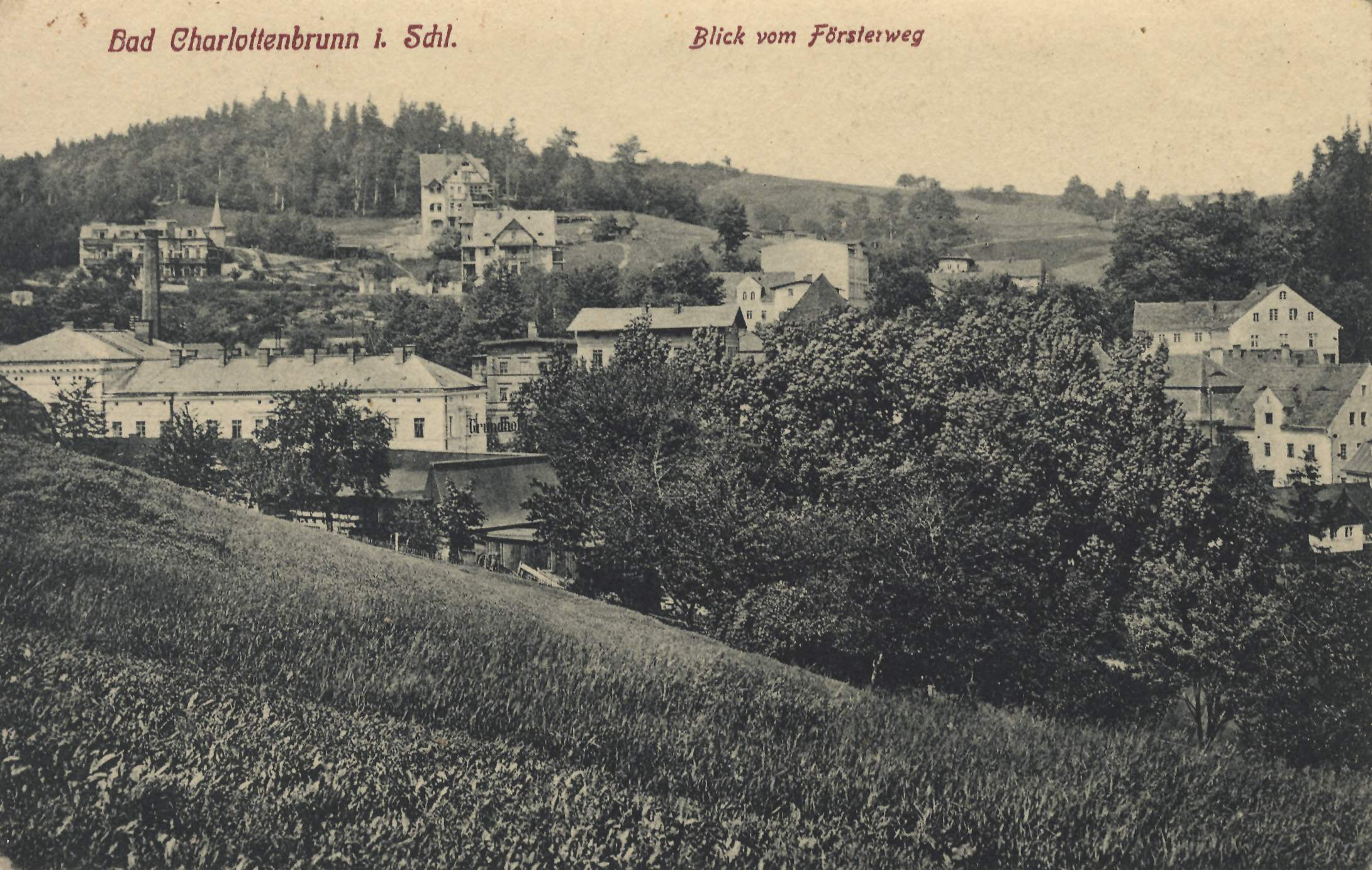
Jednina-Zdrój (widok z 1900 roku) – w czasach Salomona główna siedziba spółki

Salomon Kauffmann (ur. 11 grudnia 1824 w Świdnicy, zm. 21 sierpnia 1900 we Wrocławiu) – niemiecki przemysłowiec pochodzenia żydowskiego, właściciel wielu zakładów włókienniczych w Sudetach i Wrocławiu; radny miejski Wrocławia.

## Życiorys
Urodził się w 1824 roku w Świdnicy jako syn Meyera Kauffmanna, właściciela sklepu tekstylnego. Tam też spędził swoje dzieciństwo i wczesną młodość. Uczęszczał do miejscowego gimnazjum, jednak naukę przerwał w wieku 14 lat i zaczął praktykę kupiecką w przedsiębiorstwie ojca w 1839 roku. W 1853 roku jako najstarszy syn przejął przedsiębiorstwo należące do jego ojca w skład którego wchodziły wówczas: manufaktura tkacka w Głuszycy, bielarnia w Jedlince oraz filia przedsiębiorstwa we Wrocławiu. Salomon wraz z młodszymi braćmi: Juliusem, Robertem i Wilhelmem przekształcił przedsiębiorstwo w zespół fabryk włókienniczych.
Salomon Kauffmann mimo braku wyższego wykształcenia był człowiekiem o szerokich horyzontach umysłowych. Interesował się nauką i sztuką. Przewodniczył Wrocławskiemu Stowarzyszeniu Orkiestrowemu (Breslauer Orchester-Verein), a w jego domu bywali wybitni kompozytorzy Johannes Brahms, Ferenc Liszt oraz Richard Wagner. Ponadto należał do Izby Handlowej oraz Śląskiego Towarzystwa Kultury Ojczyźnianej (Schlesische Gesellschaft für Vaterländische Kultur). Był również radnym miejskim Wrocławia.
Firma tkacka od 1909 roku istniała jako spółka akcyjna pod nazwą „Kauffmann Meyer Textilwerke AG.” (pol. „Kauffmann Meyer. Zakłady Włókiennicze Spółka Akcyjna”) i rozwijała się intensywnie przejmując kolejne fabryki na Dolnym Śląsku. Po pewnym czasie stanowiła zespół fabryk włókienniczych znajdujących się w następujących miejscowościach: Jedlince, Wrocławiu – „Breslauer Baumwollen Spinnerei” (1859–1911), Leśnej (1863–1937), Krosnowicach (od 1874 roku), Głuszycy (od 1888 roku). Kompleks fabryk dawał zatrudnienie dla tysiąca osób, a wyroby były eksportowane poza Europę. Salomon Kauffmann zmarł w 1900 roku we Wrocławiu i został pochowany na tamtejszym Starym Cmentarzu Żydowskim.